# Cirrospilus afer
Cirrospilus afer är en stekelart som först beskrevs av Filippo Silvestri 1914.  Cirrospilus afer ingår i släktet Cirrospilus och familjen finglanssteklar. Inga underarter finns listade i Catalogue of Life.